# カーウィン・ボッシュ
カーウィン・ボッシュ（Curwin Bosch、1997年6月25日 - ）は、プロD2CAブリーヴに所属するラグビーユニオン選手。

## プロフィール
- 南アフリカ、ポート・エリザベス出身。
- ポジションはスタンドオフ(SO)、フルバック(FB)。
- 身長 180cm、体重 83kg
- U20南アフリカ代表に選ばれたことがある[1]。
- 南アフリカ代表キャップは2（2020年5月現在）。
- バーバリアンズに選ばれたことがある[2]。

## 略歴
グレー高校卒業後、シャークスを経て、2017年、シャークスに加入。
翌2018年、宗像サニックスブルースに加入。同年12月1日に行われたジャパンラグビートップリーグリーグ総合順位決定トーナメント1回戦のHonda HEAT戦で先発出場で日本での公式戦初出場を果たす。
2019年、宗像サニックスブルースを退団した。
2024年、CAブリーヴに加入。